# أكيرا مياواكي
أكيرا مياواكي (宮脇 昭 Miyawaki Akira، ولد في 29 يناير 1928) عالم نبات ياباني وخبير في علم بيئة النبات، ومتخصص في البذور ودراسة الغابات البدائية.
كان نشطًا في جميع أنحاء العالم كمتخصص في استعادة الغطاء النباتي الطبيعي على الأراضي المتدهورة.
عمل منذ عام 1993 أستاذا فخري في جامعة يوكوهاما الوطنية ومديرًا للمركز الياباني للدراسات الدولية في علم البيئة، تحصل على في 2006 على جائزة الكوكب الأزرق.

## أطروحة
دافع أكيرا مياواكي منذ سبعينيات القرن الماضي، عن قيمة الغابات الطبيعية والحاجة الملحة لاستعادتها. وهو يعتبر أن قمة ريو عام 1992 فشلت في حماية الغابات البدائية وأنها (باستثناءات محلية) تستمر في التقهقر أو التدهور.

أشجار حول ضريح شنتو في ساساياما ، هيوغو

لاحظ مياواكي الأشجار التي نمت تقليديًا حول المعابد والأضرحة والمقابر في اليابان، مثل السنديان الأغبروأشجار الكستناء اليابانية (شجرة من عائلة الغار).
أوضح أنهم كانوا من الأنواع المحلية، بقايا الغابة البدائية. في نفس الوقت، أشار إلى أن الأشجار مثل السزو الياباني والسرو والأرز، التي يُفترض أنها موطنها الأصلي في اليابان، قد تم إدخالها في الواقع إلى اليابان على مدى قرون من قبل الحراجين من أجل إنتاج الأخشاب. اندفع مياواكي إلى التفكير في عواقب التغيير في تكوين غالبية الغابات اليابانية وأحيانًا هيكلها، والتي أصبحت الآن بعيدة عن الغطاء النباتي الطبيعي الأصلي.
حسب أكيرا أن 0.06٪ فقط من الغابات اليابانية المعاصرة كانت غابات محلية. الغابات الحديثة التي تم إنشاؤها وفقًا لمبادئ التحريج، من وجهة نظره ليست من النباتات المرنة ولا الأكثر ملاءمة للظروف المناخية الحيوية في اليابان وكما أنها ليست الأكثر ملاءمة لتخفيف آثارتغير المناخ.
بالإشارة إلى الغطاء النباتي الطبيعي المحتمل (وهو مفهوم درسه في ألمانيا) قام بتطوير واختبار وصقل طريقة للهندسة البيئية تُعرف اليوم باسم «طريقة مياواكي» لاستعادة الغابات البدائية من بذور الأشجار المحلية في التربة المتدهورة والتي تم إزالة الغابات منها وأصبحت بدون دبال. باستخدام النظريات البيئية ونتائج تجاربه، نجح بسرعة وبنجاح في بعض الأحيان في استعادة الغابات الواقية (الوقاية من الكوارث والحفاظ على البيئة ووحماية مصادر المياه) في أكثر من 1300 موقع في اليابان ومختلف البلدان الاستوائية، ولا سيما في منطقة المحيط الهادي في شكل مصدات الرياح والأراضي الخشبية والأحراج، بما في ذلك في المناطق الحضرية والموانئ والمناطق الصناعية.
على الرغم من أن معظم الخبراء يعتقدون أن إعادة إحياء الغابات بطريقة سريعة أمر مستحيل أو صعب للغاية على تربة متصحرة بعد تدمير الغابات المطيرة، أظهر مياواكي أن الاستعادة السريعة للغطاء الحرجي وإصلاح التربة ممكنًا باستخدام اختيار حكيم لأنواع رائدة وثانوية محلية مزروعة بكثافة وتكافلية.[بحاجة لمصدر]
بدراسة بيئة النبات المحلية، واستخدام الأنواع التي لها أدوار رئيسية وأدوار تكميلية في المجتمع النباتي الطبيعي. هذه الأنواع مصحوبة بمجموعة متنوعة من الأنواع المصاحبة (40 إلى 60 نوعًا من النباتات أو أكثر في المناطق الاستوائية) من أجل «الدعم».

## منهجه
مياواكي في المقام الأول عالم نبات متخصص في علم البيئة النباتية والبذور. كتب أطروحته حول هذا الموضوع في قسم الأحياء بجامعة هيروشيما. ثم أجرى بحثًا ميدانيًا في أجزاء مختلفة من اليابان، أثناء عمله باحثًا مساعدًا في جامعة يوكوهاما الوطنية، واستكمال دراسته في جامعة طوكيو.[بحاجة لمصدر]
دعاه راينولد توكسن (1899-1980) الذي ترأس المعهد الفيدرالي لرسم خرائط الغطاء النباتي إلى ألمانيا. ليعمل معه على مفهوم «الغطاء النباتي الطبيعي المحتمل» (الغطاء النباتي الذي يحدث بشكل طبيعي في غياب التدخل البشري) من 1956 إلى 1958.
بعد عودته إلى اليابان عام 1960، طبق طرق تخريط الغطاء النباتي الطبيعي المحتمل (PNV). وجد آثارًا من الغابات القديمة لا تزال موجودة بالقرب من المعابد والأضرحة (المحيطة ببساتين تشينجو نو موري المقدسة). بعد جرد أكثر من 10000 موقع في جميع أنحاء اليابان، حدد النباتات المحتملة المتأثرة بأنواع مختلفة من النشاط البشري، بما في ذلك المناطق الجبلية وضفاف الأنهار والقرى الريفية والمناطق الحضرية.
من هذه البيانات، أنشأ خرائط للنباتات الموجودة وخرائط للنباتات البدائية المحتملة. لا تزال خرائطه تُستخدم كأساس للبحث العلمي ودراسات الأثر، وكأداة فعالة لاستخدام الأراضي والتشخيص ورسم خرائط المحميات البرية. تعمل خرائط النباتات الطبيعية المحتملة كنموذج لاستعادة المواطن المتدهورة والبيئة النباتية المحلية. 
على مدى عشر سنوات من 1980 إلى 1990، وبالتعاون مع مختبرات البيئة النباتية والجامعات، قاد مياواكي قوائم الجرد النباتية وعلم النبات النباتي لرسم خريطة للنباتات في جميع أنحاء اليابان، تم تجميعها في كتاب من عشرة مجلدات مع أكثر من 6000 صفحة من التعليقات. 

## أصل «طريقة مياواكي»
أظهر مياواكي أن الغابات المعتدلة اليابانية الطبيعية يجب أن تتكون أساسًا من الأشجار النفضية - بينما في الواقع غالبًا ما تهيمن الصنوبريات. لا تزال الأشجار نفضية الأوراق موجودة حول المقابر والمعابد، حيث تم حمايتها من الاستغلال لأسباب دينية وثقافية.
كلما تقدم في بحثه، وجد أن الغطاء النباتي الحالي للغابات في اليابان (24.1 مليون هكتار، أو 3.5 مليار متر مكعب من الأخشاب على أكثر من 64٪ من البلاد) قد ابتعد عن الغطاء النباتي الطبيعي المحتمل، بسبب ادخال أنواع مستقدمة من قبل الإنسان. وأشار إلى أن الصنوبريات (التي لا تزال تعتبر كمحلية في سبعينيات من القرن الماضي من قبل العديد من اليابانيين، بما في ذلك علماء النبات) والتي أصبحت سائدة في العديد من الغابات، هي في الواقع من الأنواع التي تم استقدامها، وكانت موجودة بشكل طبيعي فقط على ارتفاعات عالية وفي البيئات القاسية (مثل التلال الجبلية والمنحدرات الشديدة). لقد تم زرعها هناك لعدة قرون لإنتاج الأخشاب بشكل أسرع وتأقلمت. دفع هذا مياواكي إلى التفكير في الغابات بخلاف كونها مصدرًا للخضرة أو الترفيه أو الأخشاب. أصبح مهتمًا بوظائف التضاد البيوكيميائي والتكافل التبادلي في المناطق المشجرة بشكل طبيعي.

## التجارب الأولى
أظهرت تجاربه الميدانية الأولى أن الغابات المزروعة، من حيث التكوين والهيكلية كانت أقرب إلى ما يمكن أن توجد في غياب النشاط البشري، حيث نمت بسرعة وأظهرت عمومًا مرونة بيئية جيدة جدًا.
شكل مياواكي تدريجياً بنكًا للبذور (تم تحديد وتصنيف أكثر من 10 ملايين بذرة وفقًا لأصلها الجغرافي والتربة). في من الغالب بقايا غابات طبيعية تم الحفاظ عليها لأجيال حول المعابد والمقابر بسبب الاعتقاد التقليدي في Chinju-no-mori (حرفيًا «الغابات حيث تقطن الآلهة»؛ كان من المشؤوم العبث في هذه الغابات). سمحت هذه الأماكن بالحفاظ على الآلاف من المحميات الصغيرة لأنواع محلية وجينات الأشجار المنحدرة من غابات ما قبل التاريخ.
باستخدام مبادئ هذا التراث، اقترح خطة لاستعادة الغابات المحلية لحماية البيئة، كمورد للاحتفاظ بالمياه وللحماية من المخاطر الطبيعية. لم تُقابل مقترحاته في البداية بردود فعل إيجابية، ولكن في أوائل السبعينيات، أرادت شركة نيبون للصلب زراعة الغابات على السدود حول مصانع الصلب في أويتا، بعد موت المزارع التقليدية السابقة وعهدت إليه بالعملية الأولى.[بحاجة لمصدر]
حدد مياواكي الغطاء النباتي الطبيعي المحتمل للمنطقة، ودرس الغابات المحيطة بمقابرتين قريبتين (أوسا ويوسوهارا). اختار أنواعًا مختلفة من الأشجار التي اختبرها على ركيزة ليتم تشجيرها. ثم أنشأ مشتلًا حيث تم خلط النباتات ثم زرعها في الموقع، حيث تعيش اليوم غابة تتكون حصريًا من الأنواع المحلية. كانت شركة الصلب مسرورة جدًا بالنتائج، وقامت خلال 18 عامًا منذ ذلك الحين بزراعة الغابات بهذه الطريقة في مواقع مصانع الصلب في عدة مدن.[بحاجة لمصدر]
نجح مياواكي وزملاؤه وشركاؤه في تغطية أكثر من 1300 موقع بغابات واقية متعددة الطبقات، تتكون بالكامل من أنواع محلية. تم اختبار الطريقة بنجاح تقريبًا في جميع أنحاء اليابان، أحيانا على ركائز صعبة، بما في ذلك المزارع الواسعة للتخفيف من آثار موجات التسونامي على الساحل، أو الأعاصير في ميناء يوكوهاما والأراضي البور والجزر الاصطناعية، وإصلاح المنحدرات المتداعية بعد إنشاء الطرق، وإنشاء غابة على منحدر تم قطعه حديثًا بالديناميت لبناء محطة مونجو للطاقة النووية في محافظة فوكوي. 

## التطبيقات الدولية
وجه مياواكي الناس إلى الزراعة في أكثر من 1700 منطقة حول العالم، من بينها أكثر من 1400 موقع في اليابان وكذلك في بورنيو وأمازون والصين. حيث شارك في زراعة أكثر من 40 مليون شجرة محلية، جنبًا إلى جنب مع الشركات والمواطنين، للمساهمة في تجديد الغابات. فمنذ عام 1978 ساهم مياواكي في عمليات مسح الغطاء النباتي في تايلاند وإندونيسيا وماليزيا.
شكّل عمله المنهجي في السبعينيات والثمانينيات حول إدارة الغابات الأساس لمفهوم «الغابات الصغيرة» (على النحو الذي وضعه المهندس الهندي شوبيندو شارما) حيث يمكن زراعة قطع الأراضي الحضرية الصغيرة حول العالم بكثافة مع مختلف أنواع الأشجار المحلية كطريقة لإعادة إدخال الموائل المشجرة المتنوعة الغنية بالتنوع الحيوي. 
منذ عام 1990، عمل مياواكي على استعادة الغابات الاستوائية المتدهورة بشدة، بما في ذلك غابات بينتولو (ساراواك، ماليزيا). بفضل الرعاة، انتج بنك البذور 201 نوعًا من الأشجار (مجنحية الثمر بشكل رئيسي) الطبيعية المحتملة 600000 شتلة في أواني تم زرعها سنويًا في الموقع، في ظروف مختلفة.
في عام 2005، الأشجار الباقية من عام 1991 (تم إجراء انتخاب طبيعي، كما هو مطلوب في الطريقة) وصل ارتفاعها أكثر من 20 مترًا (نمو يزيد عن متر واحد في السنة) وتم إعادة تشكيل السحنات الرسوبية لغابة مطيرة صغيرة لحماية التربة، في حين عادت الحيوانات أيضًا إلى الظهور تدريجياً.
تم اختبار طريقة مياواكي لأول مرة في مناخ متوسطي في سردينيا، إيطاليا، سنة 2000 في منطقة فشلت فيها طرق إعادة التحريج التقليدية. تم تكييف الطريقة الأصلية مع الحفاظ على مبادئها النظرية. كانت النتائج التي تم الحصول عليها بعد عامين و11 عامًا من الزراعة إيجابية: يبدو التنوع البيولوجي النباتي مرتفعًا للغاية، وكان التكاثر الحيوي الجديد قادرًا على التطور دون المزيد من الدعم.
تم تطبيق طريقة مياواكي في منطقة باراباني الصناعية في أوميام في شمال شرق الهند سنة 2013.
تقوم شركة أكاسسيا إكو مقرها في أحمد أباد، بولاية غوجارات بتنفيذ مشاريع بأحجام مختلفة باستخدام طريقة مياواكي منذ عام 2016. من نوفمبر 2020 قاموا بزراعة أكثر من 350000 شجرة في 57 مشروع في جميع أنحاء الهند.
تم تنفيذ طريقة مياواكي من قبل فريق boomforest.org في باريس، في عام 2018، لاستعادة منطقة مساحتها 400 متر مربع بالقرب من بورت دو مونتروي وهو طريق دائري مزدوج المسار يتم التحكم فيه حول العاصمة الفرنسية.
في يوم البيئة العالمي 5 يونيو 2019، تم زرع 550 شجرة من 40 نوع محلي بتقنية في قطعة أرض مساحتها 160 مترًا مربعًا. سميت الغابة باسم جورو ناناك ديف، مؤسس ديانة السيخ.
في المملكة المتحدة، تم تبني طريقة «الغابة الصغيرة» لمياواكي من قبل منظمة Earthwatch Europe الخيرية البيئية بهدف تطوير 100 مشروع حضري من هذا القبيل على الصعيد الوطني بحلول عام 2023. 

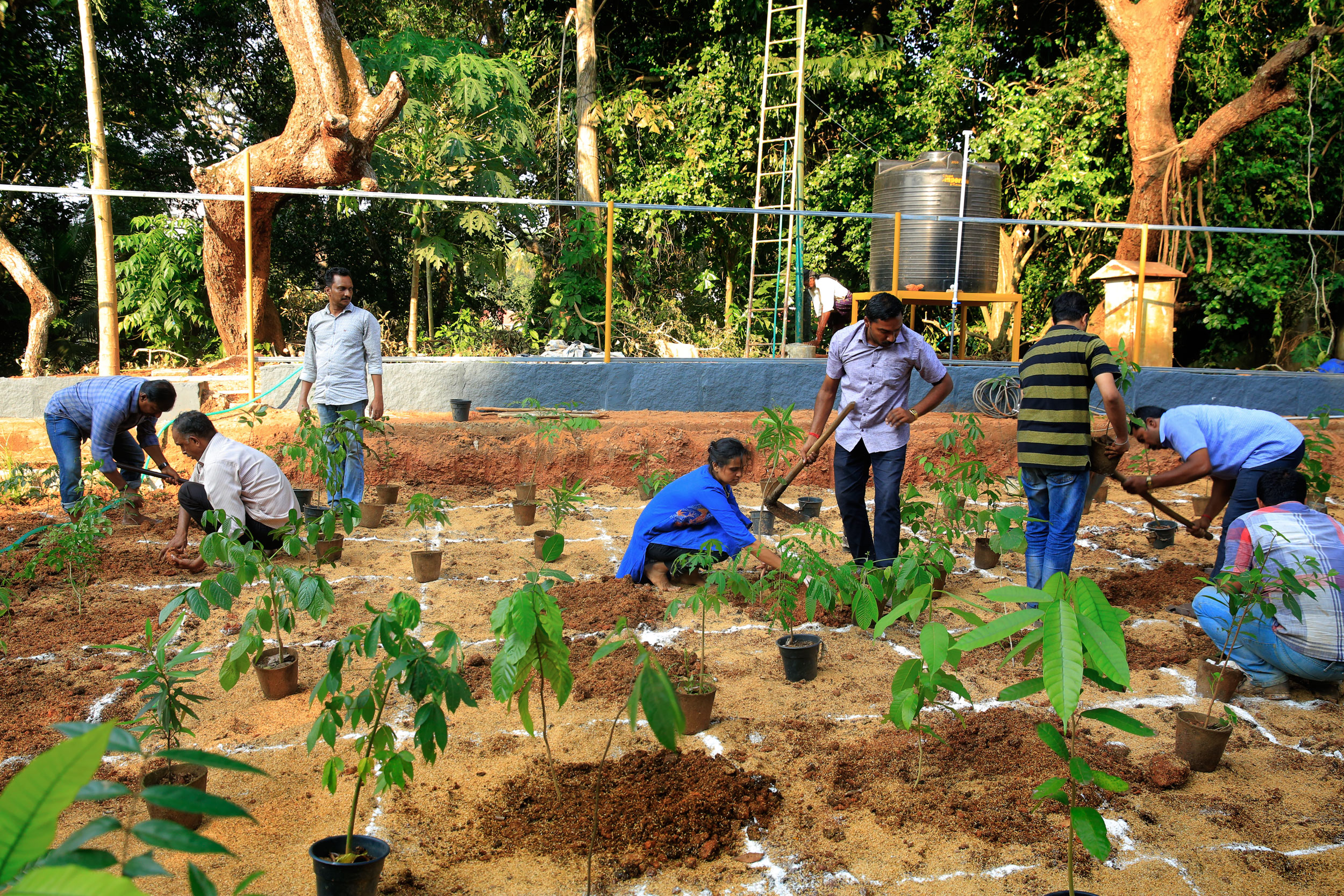
زرع غابة في كاناكاكونو في ولاية كيرالا
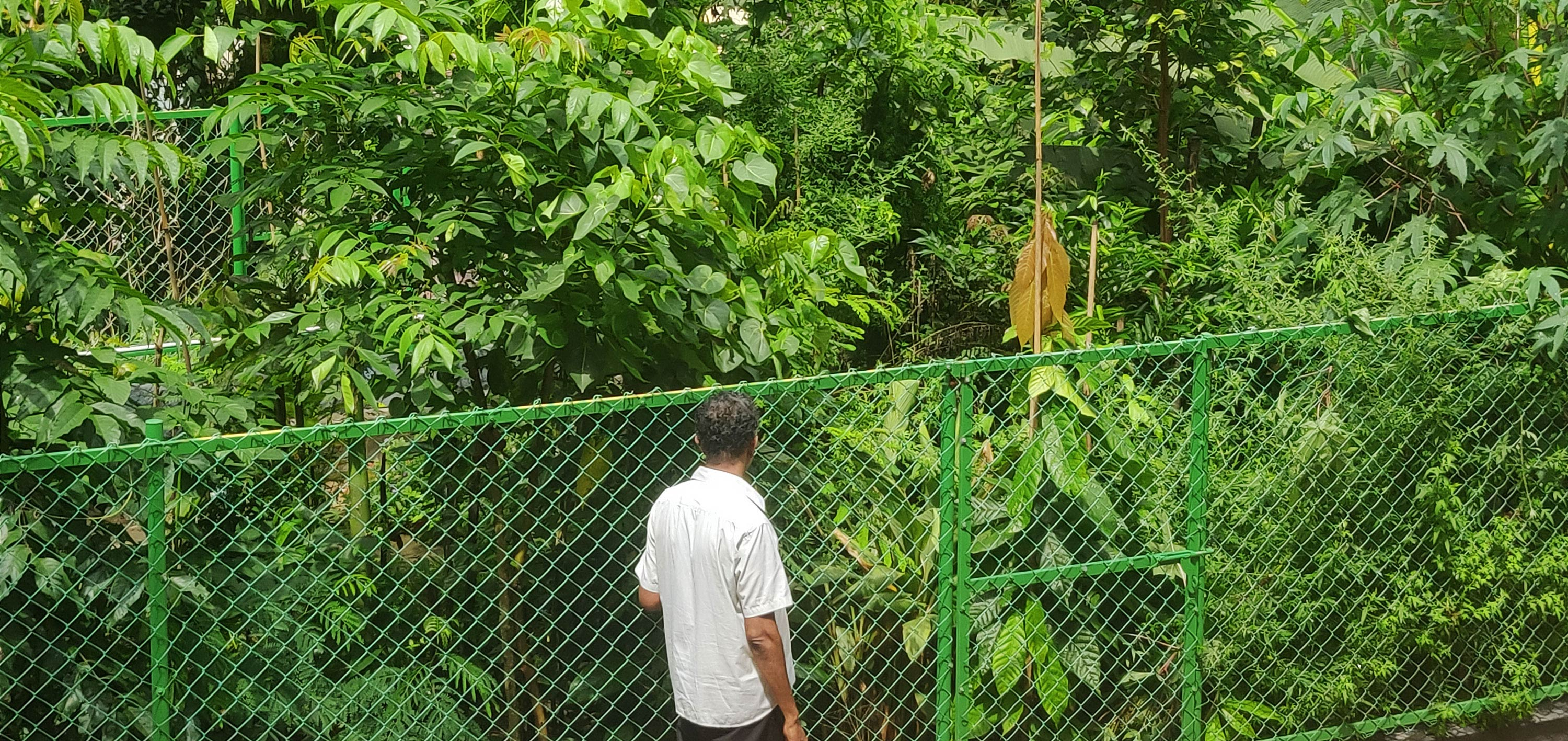
بعد تسعة أشهر

## طريقة وشروط النجاح
طريقة مياواكي لإعادة تكوين «الغابات البدائية بواسطة الأشجار الأصلية» تنتج غابة وقائية غنية وكثيفة وفعالة خلال 20 إلى 30 عامًا، في حين حيث يتطلب التعاقب البيئي 200 عام في اليابان المعتدلة و300 إلى 500 عام في المناطق الاستوائية. يتطلب النجاح الالتزام بالمراحل التالية:
- مسح مبدئي صارم للموقع والبحث عن الغطاء النباتي الطبيعي المحتمل.
- تحديد وجمع عدد كبير من البذور المحلية المختلفة، محليًا أو قريبًا وفي سياق مناخي مناخي مماثل.
- الإنبات في المشتل (الذي يتطلب تقنية لبعض الأنواع، على سبيل المثال، تلك التي تنبت فقط بعد مرورها عبر الجهاز الهضمي لحيوان معين، أو التي تحتاج إلى فطر تكافلي معين، أو مرحلة سكون ناتجة عن البرد، إلخ.).
- تحضير الركيزة إذا كانت شديدة التحلل (إضافة مادة عضوية / نشارة (على سبيل المثال مع 3-4 كيلوغرام من قش الأرز لكل متر مربع، لتحل محل الحماية التي يوفرها الدبال السطحي وفضلات الأوراق) و (في المناطق ذات الأمطار الغزيرة أو الغزيرة) زراعة أكوام لأنواع جذور الحنفية التي تتطلب سطح تربة جيد التصريف. يمكن زراعة منحدرات التلال بأنواع الجذور السطحية في كل مكان (الأرز، السرو الياباني، الصنوبر، إلخ.)
- مزرعة تحترم التنوع البيولوجي مستوحاة من نموذج الغابة الطبيعية. ينفذ مياواكي ويوصي بزراعة كثيفة بشكل غير عادي للشتلات الصغيرة جدًا (ولكن بنظام جذر ناضج بالفعل: مع وجود البكتيريا والفطريات التكافلية)، على سبيل المثال 30 سم البلوط من البلوط، تربى في الحضانة على مدى عامين. تهدف الكثافة إلى إثارة المنافسة بين الأنواع وظهور العلاقات الاجتماعية النباتية القريبة مما قد يحدث في الطبيعة (30 إلى 50 نبتة لكل متر مربع في المنطقة المعتدلة، حتى 500 أو حتى 1000 شتلة لكل متر مربع في بورنيو)؛
- يتم توزيع المزارع بشكل عشوائي في الفضاء بالطريقة التي يتم بها توزيع النباتات في المقاصة أو على حافة الغابة الطبيعية، وليس في صفوف أو متداخلة (لقاء حول هذه النقطة مع طرق بروسيلفا في أوروبا).

تظهر النتائج في هذه الطريقة، إذا تم تطبيقها بشكل صحيح، تنتج غابة متعددة الطبقات بسرعة ووفقًا له، فإن التربة ذات التركيب الميكروبي والقشاري تقترب بسرعة من تلك الموجودة في الغابة الأولية العادية. نشر عشرات الكتب والرسائل والمقالات في أبحاثه ونتائجه.

## نتائج
وفقًا لنظرية التعاقب البيئي الكلاسيكية التي بدأها كليمنتس في الولايات المتحدة، أنه تحتاج غابة بدائية شابة مع بيئة متعددة الطبقات من 150 إلى 200 عام لاستعادة نفسها على تربة جرداء في اليابان، ويستغرق الأمر من 300 إلى 500 عام أو أكثر في المناطق الاستوائية في جنوب شرق آسيا.
يسعى مياواكي إلى تسريع عملية الشفاء البيئي عن طريق محاكاة التكوين الطبيعي للغابة الأولية في كل سياق قدر الإمكان. إنه يتوقع الحصول على غابة معتدلة تم إصلاحها، والتي تشبه سماتها وهيكلها (علم الوراثة المتميز، الدبال، وأجزاء من الخشب القديم أو الميت) الغابة الأصلية، في 20 إلى 30 عامًا.
اختبر مياواكي الطريقة على نطاق واسع في:
- المواقع التي أزيلت منها الغابات في المناطق الاستوائية الجافة في تايلاند
- الغابات الاستوائية الغرينية في منطقة الأمازون البرازيلية،
- منطقة غابات Nothofagus القديمة (أشجار الزان الجنوبية) في كونسبسيون (تشيلي).

في كل حالة، كان مياواكي قادرًا على استعادة غطاء نباتي كثيف بسرعة تذكر بالغابة الأصلية.

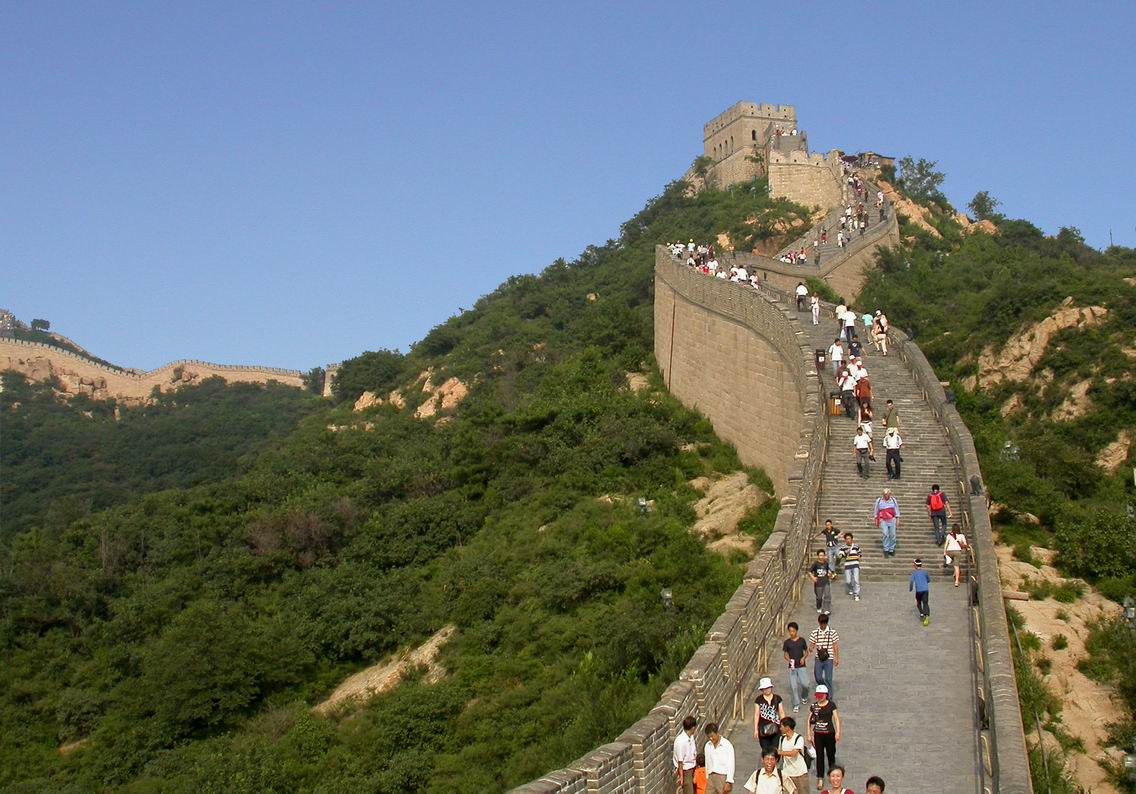
زرعت الغابة على طول سور الصين العظيم

في عام 1998، قام مياواكي بتجربة مشروع لإعادة استصلاح غابة يسيطر عليها البلوط المنغولي (Quercus mongolica) على طول سور الصين العظيم، وجمع 4000 شخص لزراعة 400000 شجرة، بدعم من مؤسسة Aeon Environment ومدينة بكين. نمت الأشجار الأولى التي زرعتها مجموعات من الصينيين واليابانيين، في المناطق التي اختفت فيها الغابة منذ فترة طويلة، بأكثر من 3 أمتار في عام 2004 واستمرت - باستثناء جزء واحد - ازدهار في عام 2007.
يساهم مياواكي أيضًا في إعادة التحريج الضخمة في الصين من قبل الحكومة والمواطنين الصينيين، ولم يعد يسعون إلى زراعة الأنواع التجارية لأغراض تجارية أو للزينة فقط، ولكن لاستعادة الغطاء النباتي الطبيعي المحتمل، بما في ذلك في بودون (منطقة الساحل الغربي في المنطقة الاقتصادية الخاصة في شنغهاي) وتسينغتاو (تشينغداو) ونينغبو ومانشان.
وقد تم تقديم طريقته بالفعل باعتبارها نموذجية في تقرير تحضيري  لقمة الأرض عام 1992 وفي عام 1994 في مؤتمر التنوع البيولوجي لليونسكو في باريس. تم تقديم هذه الطريقة أيضًا في عام 1991 في ندوة جامعة بون بعنوان «استعادة النظم البيئية للغابات الاستوائية» وفي مؤتمرات الرابطة الدولية للإيكولوجيا والجمعية الدولية لعلوم النباتات والمؤتمر النباتي الدولي، بما في ذلك الجوانب الجديدة بما في ذلك الروابط بين النمو والموئل الطبيعي وتثبيت الكربون المقدر.
من الغريب أنه على الرغم من أكثر من 1000 تجربة ناجحة ومذهلة في بعض الأحيان، نادرًا ما يحاول الغرب تطبيق أو حتى اختبار «طريقة مياواكي».

## نقد
أحد الانتقادات القليلة لطريقة مياواكي (كما حدث خلال مؤتمر 1994 حول التنوع البيولوجي في اليونسكو في باريس) هو أنها تنتج مظهرًا مرئيًا رتيبًا بعض الشيء نظرًا لأن الجيل الأول من الأشجار كلها في نفس العمر. يتم هذا النقد بشكل عام على أساس الصور التي تم التقاطها بعد 10 أو 20 عامًا. لكن مياواكي كان من بين أول من أكد على أهمية عدم زراعة الأشجار في خط أو على مسافات متساوية (غالبًا ما كان يزرع الأشجار من قبل الجمهور أو من قبل الأطفال الصغار لتعزيز العشوائية). إنه يريد تقليد التعقيد والطبيعة شبه العشوائية لمجتمع النبات في الموطن الأصلي. يشجع المنافسة بين النباتات والانتقاء الطبيعي وجمعيات النباتات. وهو يعتقد أن الأشجار سريعة النمو، والأشجار المكسورة وتلك التي هاجمتها الحيوانات العاشبة تنتج بسرعة براعم جديدة تؤدي إلى طبقات منخفضة ومتوسطة.
انتقاد آخر هو التكلفة العالية للمرحلة الأولى (المشتل، تحضير التربة، الزراعة الكثيفة)، لكن معدلات النجاح جيدة بشكل استثنائي حيث تفشل الطرق التقليدية. تتطلب الغابات أيضًا قدرًا أقل من الصيانة والاهتمام. فقد البعض معظم أوراقهم في الأعاصير، لكنهم قاوموا وساعدوا في حماية المباني التي زرعوا فيها.

## سيرة شخصية

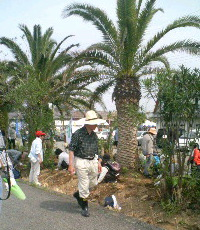
الإشراف على الزراعة في كيي تانابي عام 2007

- 1928: ولد في 29 يناير في أوكاياما [10]
- 1952: دبلوم في علم الأحياء، جامعة هيروشيما.
- 1958-1960: باحث زائر تحت قيادة رينهولد توكسين في شتولزيناو، ألمانيا
- 1961: دكتوراه في العلوم، جامعة هيروشيما
- 1961-1962 باحث في جامعة يوكوهاما الوطنية
- 1962-1973: أستاذ مشارك في جامعة يوكوهاما الوطنية
- 1973-1993: أستاذ مؤسس في معهد علوم وتكنولوجيا البيئة في جامعة يوكوهاما الوطنية
- 1985-1993: مدير معهد علوم وتكنولوجيا البيئة بجامعة يوكوهاما الوطنية
- 1993-: أستاذ فخري بجامعة يوكوهاما الوطنية
- 1993-: مدير المركز الياباني للدراسات الدولية في علم البيئة

وهو عضو فخري في الرابطة الدولية لعلوم النباتات (1997).

## المنشورات

### باللغة الإنجليزية
- مياواكي أ (1992). ترميم الغابات دائمة الخضرة عريضة الأوراق في منطقة المحيط الهادئ. في: عضو الكنيست والي (محرر.). إعادة تأهيل النظام البيئي . 2. تحليل النظام البيئي والتوليف. النشر الأكاديمي SPB ، لاهاي
- Miyawaki A و K. Fujiwara & EO Box (1987). نحو بيئات حضرية خضراء متناغمة في اليابان ودول أخرى. الثور. إنست. بيئة. علوم. تكنول. . يوكوهاما ناتل. جامعة. 14: يوكوهاما.
- مياواكي A & S. Okuda (1991). يتضح الغطاء النباتي من اليابان . شيبوندو، طوكيو (اليابانية)
- مياواكي أ وآخرون. (1983). كتيب النباتات اليابانية ، شيبوندو ، طوكيو
- مياواكي أ (1980-1989). الغطاء النباتي في اليابان . المجلد. 1-10
- مياواكي أ (1985). دراسات نباتية وبيئية على غابات المانغروف في تايلاند ، إنست. بيئة. علوم. تكنول. يوكوهاما ناتل. جامعة يوكوهاما
- مياواكي A ، Bogenrider ، S. Okuda & I. White (1987). بيئة الغطاء النباتي وخلق بيئات جديدة. وقائع السيمب الدولية. في طوكيو ورحلة جغرافية نباتية عبر وسط اليابان . جامعة توكاي. الصحافة ، طوكيو
- Miyawaki A و EO Box (1996). القوة الشافية للغابات - الفلسفة وراء استعادة توازن الأرض مع الأشجار الأصلية . 286 ص. شركة Kosei للنشر طوكيو
- مياواكي أ ، النباتات والإنسان (كتب NHK)
- مياواكي أ ، آخر يوم للرجل (تشيكوما شوبو)
- مياواكي أ ، شهادة من النباتات الخضراء (طوكيو شوسيكي)
- مياواكي أ ، وصفة طبية لاستعادة البيئات الخضراء (أساهي شينبون شا)
- مياواكي أ ، تشينجو نو موري (الغابات الأصلية للأشجار الأصلية) (شينشو شا).

### في اليابانية
- 日本 植 生 誌 (حرفيا : جريدة النبات اليابانية)، الطبعة 至 文 堂 ، 2000،(ردمك 978-4-7843-0040-2) .
- 植物 と 人間 (مضاءة. من النباتات والرجال) طبعات NHK
- 緑 回復 の 処方 箋 (مضاءة. وصفة طبية لإعادة إطلاق الخضراء)
- 鎮守 の 森 (مضاءة. حراس الغابات)، مجلة شينشيو (新潮)
- の ち を 守 る ド ン グ リ の 森

## روابط خارجية
- صفحة السيرة الذاتية للمركز الياباني للدراسات الدولية في علم البيئة ، بالرجوع إليه في 23 أغسطس 2011
- صفحة شركة المطاط يوكوهاما على مشروع غابة يوكوهاما للأبد ، بالرجوع إليه في 23 أغسطس 2011